# Sistema di soppressione acustica della rampa di lancio
Il sistema di soppressione acustica della rampa di lancio è un sistema di protezione da danneggiamenti strutturali utilizzato durante il decollo degli Space Shuttle.   

## Descrizione
L'accensione dei potentissimi motori di spinta dei lanciatori o vettori spaziali determina una fortissima turbolenza dell'aria, con la formazione di pressioni acustiche dal valore di oltre 140 dB (il fortissimo rumore che si sente in fase di decollo). 
Queste fortissime sollecitazioni acustiche si possono propagare attraverso gli organi meccanici della navicella, inducendo nelle parti meccaniche coinvolte forti sollecitazioni per vibrazione, con il pericolo del possibile danneggiamento delle parti meccaniche più delicate.
Per scongiurare questo pericolo, sotto la rampa di lancio in prossimità dei coni dei motori di spinta, è stato costruito un potente impianto di nebulizzazione dell'acqua al fine di saturare il volume d'aria sottostante la rampa di lancio. 
Con la forte pressione acustica generata dai motori, l'acqua nebulizzata nell'aria si trasforma in vapore sottraendo, in questo modo, energia al fenomeno acustico. 
L'energia necessaria al passaggio di stato dell'acqua nebulizzata da liquida a gassosa viene così sottratta all'energia acustica, diminuendo notevolmente la possibilità di propagazione delle pericolose vibrazioni verso gli organi meccanici più delicati della navicella stessa. 
Questa tecnica di "soppressione acustica" è in uso fin dagli anni sessanta con il programma Apollo.